# Фогельтофтская кирха
Фогельтофтская кирха (швед. Fågeltofta kyrka) — лютеранский храм в Фогельтофте, в коммуне Тумелилла в лене Сконе. Является храмом церковного прихода Брёсарп-Транос епархии Лунда Шведской Церкви. Храм основан в XII веке.
Строительство церкви в романском стиле в Фогельтофте датируют XII — началом XIII века. Первоначально храм был освящён в честь святого апостола Петра. Он имел хоры, неф, апсиду, алтарь и колокольню. Неф, алтарь и апсида сохранились полностью, частично — дубовые фермы на потолке. В XV веке неф церкви был перекрыт двумя пролётами звездчатых сводов, которые, по преданию, возвели на средства королевы Маргрете I. Тогда же на внутренних стенах и сводах храма появились фрески; в настоящее время они находятся под слоем известковых белил. В XV веке к церкви на севере было пристроено помещение, которое служило не то церковным крыльцом, не то капеллой. Позднее оно получило название «церкви Бондрума», по имени близлежащей деревни, жители которой молились в этой части храма во время богослужений. В 1840-х годах пристройка получила цилиндрический свод; в настоящее время в ней располагается ризница.
Первоначальная колокольня на севере храма была снесена в XIX веке. Новую построили на западе в 1818—1820 годах. В средние века пол в церкви был вымощен кирпичами и надгробиями, а церковные скамьи имели дверцы. Старейшими предметами в интерьере храма являются купель для крещения XII века, скульптура Богоматери из средневекового алтаря Девы Марии, кафедра XVII века с гербом владельцев замка Корновалл и алтарь XVIII века, который в 1764 году приходу завещал дворянин Пер Пальмкройц из замка Бьерсьёхольм. Он был установлен в церкви в 1766 году. Во время капитального ремонта 1952 года в храме установили ещё один алтарь из красного кирпича и известняковой плиты, который украшает витраж работы Мартина Шёблома, выполненный в 1963 году.
Орган появился в церкви около 1890 года (по другим источникам в 1892 году). Первоначальный орган был построен мастером Расмусом Нильссоном из Мальмё. Современный пневматический орган был создан и установлен Фабрикой по производству органов А. Мортенссона в 1952 году под прежним корпусом.